# Khalid Sinouh
Khalid Sinouh (ur. 2 maja 1975 w Amsterdamie) – piłkarz marokański grający na pozycji bramkarza. Posiada także obywatelstwo holenderskie.

## Kariera klubowa
Rodzice Sinouha pochodzą z Maroka, ale potem wyemigrowali do holenderskiego Amsterdamu i tam też urodził się Khalid. Pierwsze kroki stawiał w małych klubach amsterdamskich takich jak Animo, Zeeburgia, Dinamo oraz DWS. Dopiero potem trafił do HFC Haarlem, grającego wówczas w Eerstedivisie. W jego barwach zadebiutował 27 sierpnia 1994 w przegranym 1:3 wyjazdowym meczu z RBC Roosendaal. W klubie z Haarlemu spędził 3 średnio udane sezony i w 1997 roku został piłkarzem SC Heerenveen, w którym przez półtora roku tylko raz pojawił się na boisku.
W styczniu Sinouh został bramkarzem RKC Waalwijk. Przez pierwsze 2 sezony siedzial jednak na ławce nie rozgrywając żadnego meczu, gdyż pierwszym bramkarzem był wówczas Rob van Dijk. Dopiero w sezonie 2000/2001 zagrał trzykrotnie, a w kolejnych dwóch już na przemian bronił z van Dijkiem. Latem 2003 van Dijk odszedł do PSV i Sinouh dostał szansę gry w pierwszym składzie. W sezonie 2003/2004 rozegrał 33 mecze, a w kolejnym 34 i zaczęto go uważać za jednego z solidniejszych bramkarzy ligi.
Latem 2005 Sinouh postanowił nie przedłużać kontraktu z RKC i wyjechać zagranicę. Odrzucił oferty NEC Nijmegen oraz NAC Breda, ale poza Holandią nie znalazł klubu i przez pół roku był bezrobotny. Dopiero na początku 2006 roku trafił na Cypr do Omonii Nikozja. W jednym z meczów puścił tam jednak głupią bramkę i do końca sezonu usiadł na ławce rezerwowych, a po sezonie klub zrezygnował z jego usług. Latem 2006 Sinouh wrócił do Holandii i podpisał kontrakt z AZ Alkmaar. Nie grał w pierwszych 6 meczach, ale potem kontuzji doznał pierwszy bramkarz zespołu, Joey Didulica i Sinouh wskoczył na jego miejsce. Grał zarówno w lidze jak i Pucharze UEFA, w którym dotarł z AZ do ćwierćfinału.
W sezonie 2007/08 reprezentował barwy tureckiej Kasımpaşy S.K. W zimie 2009 roku trafił do Hamburgeru SV, jednak w niemieckim klubie nie zagrał ani jednego spotkania w 1. zespole. Latem 2009 roku przeszedł do Utrechtu. Z kolei w 2011 roku został zawodnikiem PSV Eindhoven. W sezonie 2012/2013 był zawodnikiem NEC Nijmegen, a latem 2013 przeszedł do Sparty Rotterdam.
| Sezon   | Klub             | Kraj     | Rozgrywki         | Mecze | Bramki |
| ------- | ---------------- | -------- | ----------------- | ----- | ------ |
| 1994/95 | HFC Haarlem      | Holandia | Eerstedivisie     | 14    | 0      |
| 1995/96 | HFC Haarlem      | Holandia | Eerstedivisie     | 4     | 0      |
| 1996/97 | HFC Haarlem      | Holandia | Eerstedivisie     | 8     | 0      |
| 1997/98 | SC Heerenveen    | Holandia | Eredivisie        | 1     | 0      |
| 1998/99 | SC Heerenveen    | Holandia | Eredivisie        | 0     | 0      |
| 1998/99 | RKC Waalwijk     | Holandia | Eredivisie        | 0     | 0      |
| 1999/00 | RKC Waalwijk     | Holandia | Eredivisie        | 0     | 0      |
| 2000/01 | RKC Waalwijk     | Holandia | Eredivisie        | 3     | 0      |
| 2001/02 | RKC Waalwijk     | Holandia | Eredivisie        | 11    | 0      |
| 2002/03 | RKC Waalwijk     | Holandia | Eredivisie        | 12    | 0      |
| 2003/04 | RKC Waalwijk     | Holandia | Eredivisie        | 33    | 0      |
| 2004/05 | RKC Waalwijk     | Holandia | Eredivisie        | 34    | 0      |
| 2005/06 | Omonia Nikozja   | Cypr     | Division A        | 11    | 0      |
| 2006/07 | AZ Alkmaar       | Holandia | Eredivisie        | 11    | 0      |
| 2007/08 | Kasımpaşa S.K.   | Turcja   | Turecka Superliga | 23    | 0      |
| 2008/09 | Hamburger SV     | Niemcy   | Bundesliga        | 0     | 0      |
| 2009/10 | FC Utrecht       | Holandia | Eredivisie        | 1     | 0      |
| 2010/11 | FC Utrecht       | Holandia | Eredivisie        | 1     | 0      |
| 2011/12 | PSV Eindhoven    | Holandia | Eredivisie        | 1     | 0      |
| 2012/13 | NEC Nijmegen     | Holandia | Eredivisie        | 6     | 0      |
| 2013/14 | Sparta Rotterdam | Holandia | Eerste divisie    | 38    | 0      |

## Kariera reprezentacyjna
W reprezentacji Maroka Sinouh zadebiutował 17 listopada 2004 w wygranym 4:0 meczu z Burkina Faso. Obecnie jest jednym z czterech bramkarzy reprezentacji obok Abdellilaha Baguia, Tarika El Jarmouniego oraz Nadira Lamyaghriego.